# Barranca (ciutat peruana)
Barranca és una ciutat portuària a la costa central del Perú, capital del districte i de la província homònims al departament de Lima. És a 175 km al nord de Lima. El 2015 tenia 58.749 hab.
La ciutat és en una franja del centre nord-occidental de la província de Barranca a prop de la vall de riu Pativilca. La seva Plaça Major se situa 10 msnm. Limita al nord amb els districtes de Pativilca i Paramonga, a l'est amb el departament d'Ancash, al sud amb els districtes de Supe Puerto i Supe Pueble, i a l'oest amb l'oceà Pacífic. Gaudeix d'un clima desèrtic.